# Marcos Martín
Marcos Martín   (Barcelona, 1972) és un autor de còmics català, guanyador del Premi Eisner, que generalment es basa en el còmic estatunidenc.
Entre els seus treballs destaquen Batgirl: Year One amb Scott Beatty i Chuck Dixon (2003), Breach amb Bob Harras (2005-2006), Doctor Strange: The Oath amb Brian K. Vaughan (2006–2007), moltes històries per a The Amazing Spider-Man (2008-2011), Daredevil amb Mark Waid (2011), i The Private Eye amb Brian K. Vaughan (des de 2013).
També és conegut com a prolífic artista de portada per a diversos editors de la indústria del còmic, incloent Marvel i DC Comics.

## Joventut
Marcos Martín es va interessar pels còmics a l'edat de quatre anys, va llegir traduccions espanyoles dels còmics de Disney amb llicència italiana i diversos volums dels Quatre Fantàstics de Kirby / Lee que pertanyien a la seva germana major. En paraules de Martín, «m'agradaven perquè […] Sue Storm canviaria els cabells de tant en tant i per les coses que passaven a més de les batalles». També va llegir traduccions d'Astèrix, Tintín i Mafalda.
Fins als catorze anys, Martín volia convertir-se en escriptor de còmics, però va decidir que seria més fàcil entrar en la indústria com a artista. Va dibuixar el seu primer còmic a l'edat de disset anys per a l'escola mentre passava el seu any sènior a Upstate New York; va fer dos volums. En tornar a Espanya, Martín es va especialitzar en pintura a la Universitat de Belles Arts de Barcelona.

## Carrera
El primer treball professional de Martín va ser la creació de portades i il·lustracions per a Cómics Forum de reimpressions espanyoles de diversos Marvel Comics, on va conèixer al seu company Javier Pulido; la companyia va ser famosa per descobrir nous talents que serien coneguts al mercat americà com ara Salvador Larroca i Carlos Pacheco pocs anys abans. Després de la universitat, Martin va tornar a Nova York per mostrar la seva cartera i obtenir treballs a Marvel i DC. Finalment, va ser assignat en una història curta a The Batman Chronicles:
| « | Això és l'honesta veritat. Vaig fer el meu primer treball allà […] al '97, vivint a Nova York durant aquests 3 mesos. Vaig aconseguir aquest treball en part perquè vaig conèixer a Mark Waid a Espanya i ell […] volia que fes una mini sèrie amb Devin Grayson. Llavors, el que va passar va ser que l'editor de Devin era l'editor de Batman, i així vaig acabar més o menys a les Bat Oficines. Vaig fer aquesta història i la van odiar. Era horrible! Aquesta era la primera vegada que feia llibres de còmics, a part del que vaig fer a l'escola secundària. No havia dibuixat cap còmic en absolut. He fet portades i il·lustracions, però no cap art seqüencial, de manera que no tenia ni idea del que estava fent. El que va passar va ser que, sí, era una discrepància [amb el colorista], però hi havia un motiu. No li agradava el dibuix. El que van fer és que van intentar... Recordo les paraules de l'editor... «Spice it up with the inker», que bàsicament el dibuix era una porqueria i que necessitaven arreglar-ho d'alguna manera. Així va aconseguir aquest colorista que em creiès que també era un artista i que bàsicament utilitzava els meus dibuixos com a dissenys per fer les seves pròpies coses. Va ser dur per a mi però perfectament comprensible perquè el meu treball era bastant horrible. No obstant això, encara penso que he fet tot el possible per haver dibuixat 18 pàgines en 18 dies. | » |

Després d'això, Martín va tornar de nou a Espanya i va passar l'any següent treballant en un nou còmic de Houdini amb el futur guionista David Muñoz per a Planeta DeAgostini Laberinto. La sèrie va quedar inacabada i sense estrenar, ja que l'editorial va tancar abans que el primer número pogués arribar als estands. El 1999, Martín va tornar a Nova York, però va tenir molts problemes per trobar feina després de l'experiència de Batman Chronicles. Eventualment, va ser convidat per Javier Pulido per intervenir com ajudant d'artista en el còmic que Pulido estava treballant en aquell moment, Robin: Year One. Va fer uns quants treballs més i, finalment, es va permetre escollir un escriptor per al seu primer projecte complet, que va acabar sent Batgirl: Year One amb Scott Beatty i Chuck Dixon. Martín també va enrolar el seu amic i company de còmics espanyol Javier Rodríguez com a colorista del còmic.
Després de cinc anys a DC, Martín es va traslladar a Marvel, on va fer l'aclamada mini sèrie Doctor Strange: The Oath amb Brian K. Vaughan i diversos volums de The Amazing Spider-Man com a part de les èpoques de Brand New Day i Big Time. El 2011, va llançar Daredevil, escrit per Mark Waid i co-dibuixat per Paolo Rivera, que va obrir el camí a les sèries posteriors de més èxit de Marvel, com Hawkeye de Matt Fraction i David Aja.
El 2013, Martin va fundar Panel Syndicate, una editorial online de webcòmics DRM-Free paga el que vulguis en diversos idiomes, per alliberar el seu còmic i de Brian K. Vaughan The Private Eye. La sèrie ha rebut l'aclamació crítica i l'atenció dels mitjans per l'art de Martín i pel seu paper com un dels primers DRM-Free paga el que vulguis de còmics realitzat per creadors del calibre de Martín i Vaughan. Al juliol de 2015, es va anunciar que la sèrie serà recollida i estrenada en paper a través d'Image Comics.

## Premis i nominacions

### Premis
- 2012 Premi Eisner - Best Continuing Series (Daredevil, amb Mark Waid, Paolo Rivera i Joe Rivera)
- 2015 Premi Eisner - Best Digital Comic/Webcomic (The Private Eye amb Brian K. Vaughan)
- 2015 Premis Harvey - Best Online Comics Work (The Private Eye amb Brian K. Vaughan)

### Nominacions
- 2011 Nominació als Premis Harvey – Best Cover Artist (The Amazing Spider-Man)
- 2012 Nominació al premi Eisner – Best Artist/Penciller/Inker or Penciller/Inker Team (Daredevil)
- 2012 Nominació al premi Eisner – Best Cover Artist (Daredevil, The Amazing Spider-Man)
- 2012 Nominació als Premis Harvey – Best Cover Artist (Daredevil)
- 2015 Nominació al premi Eisner – Best Finite Series/Limited Series (The Private Eye amb Brian K. Vaughan)

## Obra
El treball intern de còmics inclou:
- The Batman Chronicles #12: "The Contract" (amb Devin Kallie Grayson, DC Comics, 1998)
- JSA #6: "Justice, Like Lightning..." (amb David S. Goyer i Geoff Johns, DC Comics, 2000)
- Batman: Gotham City Secret Files: "Skull-Duggery" (amb Brian K. Vaughan, DC Comics, 2000)
- Robin v2 #81: "The Obtuse Conundrum" (amb Chuck Dixon, DC Comics, 2000)
- Robin: Year One #4 (amb Scott Beatty, Chuck Dixon i Javier Pulido, DC Comics, 2001)
- Joker: Last Laugh #2: "Siege Mentality" (amb Scott Beatty i Chuck Dixon, DC Comics, 2001)
- Birds of Prey v1 #37: "Red, Black and Blue" amb Chuck Dixon, DC Comics, 2002)
- Batgirl: Year One #1-9 amb Scott Beatty i Chuck Dixon, DC Comics, 2003)
- Breach #1-8, 11 (amb Bob Harras, DC Comics, 2005–2006)
- I ♥ Marvel: My Mutant Heart: "How Love Works" (amb Peter Milligan, Marvel, 2006)
- Doctor Strange: The Oath #1-5 (amb Brian K. Vaughan, Marvel, 2006–2007)
- Captain America v5 (Marvel):
  - "Secrets of Iron & Fire" (amb Ed Brubaker, Mike Perkins i Javier Pulido, en el 65th Anniversary Special, 2006)
  - "What Makes the Man" (amb James Robinson, en el 70th Anniversary Special, 2009)
  - "Sentinel of Liberty" (amb Tom Brevoort, en #50, 2009)
- The Amazing Spider-Man v1 (Marvel):
  - "Peter Parker, Paparazzi" (amb Dan Slott, en #559-561, 2008)
  - "The Spartacus Gambit" (amb Marc Guggenheim, en Extra! #1, 2008)
  - "Unscheduled Stop" (amb Mark Waid, en #578-579, 2009)
  - "Identity Crisis" (amb Stan Lee, en #600, 2009)
  - "The Gauntlet: Mysterio — Mysterioso" (amb Dan Slott i Javier Pulido (#620), en #618-620, 2010)
  - "Spidey Sundays" (amb Stan Lee en #634-645, 2010)
  - "No One Dies" (amb Dan Slott, en #655-657, 2011)
- The Mystic Hands of Dr. Strange: "Duel in the Dark Dimension" (amb Mike Carey, Marvel, 2010)
- Daredevil v3 #1, 4-6 (amb Mark Waid i Paolo Rivera; primera vinyeta amb Fred Van Lente, Marvel, 2011)
- The Private Eye #1-10 (amb Brian K. Vaughan, Panel Syndicate, 2013–2015)
- Superior Spider-Man #26: "Goblin Nation: Prelude" (amb Dan Slott, Humberto Ramos i Javier Rodríguez, Marvel, 2014)
- Barrier #1-5 (amb Brian K. Vaughan, Panel Syndicate, 2015)
- The Walking Dead: The Alien (amb Brian K. Vaughan, Panel Syndicate, 2016)

Portades de còmics:
- Archivos X-Men #7,[12] 9[13] (Comics Forum, 1997-1998)
- Archivos Marvel #2 (amb Álvaro López) (Comics, 1998)[14]
- Green Arrow v3 #34-45 (DC Comics, 2004–2005)
- Breach #9-10 (DC Comics, 2005)
- Runaways v2 #13-18 (Marvel, 2006)
- Wonder Woman v3 #29 (DC Comics, 2009)
- Sub-Mariner Comics 70th Anniversary Special #1 (Marvel, 2009)
- Human Torch Comics 70th Anniversary Special #1 (Marvel, 2009)
- Marvel Mystery Comics 70th Anniversary Special #1 (Marvel, 2009)
- Miss America Comics 70th Anniversary Special #1 (Marvel, 2009)
- Young Allies Comics 70th Anniversary Special #1 (Marvel, 2009)
- All Select Comics 70th Anniversary Special #1 (Marvel, 2009)
- U.S.A. Comics 70th Anniversary Special #1 (Marvel, 2009)
- All Winners Comics 70th Anniversary Special #1 (Marvel, 2009)
- Daring Mystery Comics 70th Anniversary Special #1 (Marvel, 2009)
- Mystic Comics 70th Anniversary Special #1 (Marvel, 2009)
- Marvel Zombies: Evil Evolution #1 (Marvel, 2010)
- The Amazing Spider-Man v1 #648, 692, 700, Annual #37 (Marvel, 2010–2012)
- Daredevil v3 #10.1, 11 (Marvel, 2012)
- AvX: VS#1 (Marvel, 2012)
- Spider-Men #2 (Marvel, 2012)
- Morbius, the Living Vampire v2 #2 (Marvel, 2013)
- Nova v5 #1 (Marvel, 2013)
- Fearless Defenders #2 (Marvel, 2013)
- Guardians of the Galaxy v3 #1 (Marvel, 2013)
- The Black Bat #1 (Dynamite, 2013)
- Quantum & Woody v2 #1 (Valiant, 2013)
- Superior Spider-Man #9-10 (Marvel, 2013)
- Uncanny X-Force v2 #6 (Marvel, 2013)
- The Superior Foes of Spider-Man #1 (Marvel, 2013)
- The Amazing Spider-Man v3 #1 (Marvel, 2014)
- Wrath of the Eternal Warrior #1-4 (Valiant, 2015–2016)
- The Vision v3 #1 (Marvel, 2016)

Il·lustracions:
- X-Men nº24 portafoli de 8 pàgines (Comics Forum, 1994)[15]
- What If nº61 poster amb el número 282 (Comics Forum, 1994)[16]
- Marvel 2099 nº1 il·lustració a la ficha "Años 60 / Nº 1: Los 4 Fantásticos" de la secció "Momentos Estelares Marvel" (Comics Forum, 1995)[17]
- Veneno: El Macero nº2 il·lustració a la ficha "Años 80 / Nº 14" de la secció "Momentos Estelares Marvel" (Comics Forum, 1995)[18]
- Iron Man: Desde las Cenizas nº3 (Comics Forum, 1995)[19]
- Obras Maestras nº21 (Comics Forum, 1996)[20]